# Qarmaten
Die Qarmaten (auch Karmaten, arabisch قرامطة, DMG Qarāmiṭa) waren eine messianische und radikale schiitische Gruppierung des 9., 10. und 11. Jahrhunderts, die ebenso wie die Fatimiden zu den Ismailiten zählt und auf Hamdan Qarmat (890–906) zurückgeht.

## Ursprünge und Lehren
Gemeinsam mit seinem Bruder Abdan begann Hamdan Qarmat, vermutlich ein nabatäischer Bauer, in den späten 870er Jahren, als ismailitischer Missionar (dāʿī) im Irak Araber und Nabatäer um sich zu versammeln, und positionierte sich dabei politisch wie religiös sowohl gegen die Abbasiden als auch gegen die zeitgleich entstehende Bewegung der Fatimiden.
Die Gemeinschaft erhielt vor allem von Bauern, kleinen Handwerkern und dem städtischen Proletariat große Unterstützung. Sie hielt zwar Toleranz und Gleichheit hoch, dennoch wurden schwarze Sklaven (Zandsch) in Gemeinschaftssklaverei gehalten. Fasten und Gebete gehörten nicht zur religiösen Praxis. In ihrem Glauben verschmolzen ein aus altiranischen Religionen stammender Dualismus und Sonnenkult mit dem Islam, woraus die mystisch-philosophische Bruderschaft der Ichwan as-Safa („Brüder der Reinheit“) entstand. Auf Grund dessen, aber auch wegen ihres Mahdi-Glaubens gelten die Qarmaten für die meisten Muslime als ungläubig.
Nach mehreren Aufständen im Irak musste Hamdan Qarmat nach Syrien abwandern und das abbasidische Kalifat begann, die Qarmaten militärisch zu unterdrücken. 906 konnten die Qarmaten von den Abbasiden besiegt und aus dem nördlichen Irak und Syrien verdrängt werden. Nur das nordsyrische Salamiyya konnte sich behaupten.

## Der Staat der Bahrain-Qarmaten
Um 894 siedelten sich die Qarmaten unter ihrem Führer Abu Said al-Dschannabi (reg. bis 913) in Bahrain und al-Ahsa an. Bis ca. 899 hatten sie den gesamten Nordosten der Arabischen Halbinsel unter ihre Kontrolle gebracht und einen eigenen Staat gegründet, welcher ab 977 von einem aus sechs Männern bestehenden Ältestenrat geführt wurde. Diese „Qarmaten-Republik“ basierte auf dem Grundsatz der Gleichheit und weitgehender Gütergemeinschaft.
Die Auseinandersetzungen mit den Abbasiden rissen derweil nicht ab. Die Qarmaten, welche einen eigenen Gegenkalif erhoben, unternahmen mehrere Feldzüge in den Südirak (Kufa, Basra) und den Jemen, an die Küste von Fars, nach Syrien, Palästina, Westarabien und Oman, wobei sie zeitweise große Gebiete besetzten (Oman von 931 bis 934). 930 wurde sogar Mekka von Abu Tahir Sulayman ibn Abi Said (reg. 917–944) erobert und der Schwarze Stein der Kaaba entführt. Dieser wurde erst 951 gegen ein hohes Lösegeld nach Mekka zurückgebracht. Immer wieder überfielen die Qarmaten Pilgerzüge, die sich auf dem Weg nach Mekka befanden, und richteten Massaker an.

## Der Kampf mit den Fatimiden um Palästina und Syrien
968 eroberte der qarmatische Militärführer Abu Ali al-Hasan ibn Ahmad al-Asam (gest. 977) Ramla und Damaskus und verdrängte den dortigen Gouverneur der Ichschididen, doch ging den Qarmaten die Kontrolle über dieses Gebiet schon bald wieder verloren, denn 970 ließ der neue fatimidische Gouverneur von Ägypten, Dschauhar as-Siqillī, das Gebiet bis an den Golf von Iskenderun von seinen Truppen besetzen. Al-Hasan rückte daraufhin mit abbasidischer Unterstützung gegen die Fatimiden vor. Im August 971 besiegte er die fatimidische Syrienarmee, besetzte erneut Damaskus und predigte dort von der Kanzel aus gegen die Fatimiden. Noch im gleichen Jahr rückten die qarmatischen Truppen bis zum Nil vor. Nur durch einen überraschenden Ausfall aus Kairo, das sich damals gerade im Bau befand, konnte Dschauhar eine Niederlage der Fatimiden abwehren und die Qarmaten in die Flucht schlagen. Die Fatimiden nahmen nun Ramla wieder in Besitz, doch wurden sie schon im Sommer des folgenden Jahres 972 wieder von dort durch die Qarmaten verdrängt. Zwar stand al-Hasan mit seinen qarmatischen Truppen im März 974 erneut vor Kairo, doch wurde er dieses Mal durch Abdallah, den Sohn des Kalifen Abu Tamim al-Muizz, so vernichtend geschlagen, dass er sich eilends aus Ägypten zurückzog.
Die ihm hinterherziehenden fatimidischen Truppen konnten im Mai 974 Ramla einnehmen, doch gelang es ihnen nicht, Damaskus unter ihre Kontrolle zu bringen. Hier richtete sich der aus der buyidischen Armee entflohene türkische Offizier Alp-Tegin ein, der mit den Qarmaten verbündet war.
Als Dschauhar im Juli 976 mit seinen Truppen vor Damaskus erschien, rief Alp-Tegin al-Hasan um Hilfe. Seine Ankunft im Dezember 976 zwang Dschauhar zum Rückzug nach Ägypten. Erst als der neue fatimidische Kalif al-ʿAzīz im Sommer 978 selbst die Führung des Heeres übernahm, wendete sich das Blatt endgültig zugunsten der Fatimiden. Al-Aziz konnte Alp-Tegin bei Ramla besiegen; die Qarmaten zogen gegen eine jährliche Zahlung von 30.000 Dinar aus Syrien ab und erkannten fortan die Oberherrschaft der Fatimiden an.

## Das Ende
Erst im späten 11. Jh. gelang im Auftrag der Abbasiden die Zerschlagung des unabhängigen Qarmatenstaates in Bahrain und al-Ahsa, wo 1078 die Dynastie der Uyuniden die Macht übernahm. Die Bedeutung der Qarmaten ging nun weitgehend zurück; die meisten Anhänger wandten sich anderen Strömungen des Islams zu.